# Blinden- und Sehbehindertenverband Niedersachsen
Der Blinden- und Sehbehindertenverband Niedersachsen e.V. (BVN) ist mit mehr als 3000 Mitgliedern und ca. 350 haupt- und ehrenamtlichen Mitarbeitern der Selbsthilfeverband für blinde, sehbehinderte und für von Blindheit oder Sehbehinderung bedrohte Menschen in Niedersachsen. Der Sitz ist in Hannover. Er ist einer von 20 Landesverbänden des Deutschen Blinden- und Sehbehindertenverbandes (DBSV) und führt seine Aufgaben auch im Rahmen seiner sieben niedersächsischen Regionen, zehn Beratungs- und Geschäftsstellen und 43 Bezirks- und Kreisgruppen durch. Im BVN sind sehbehinderte und blinde Kinder, Jugendliche, Erwachsene und Senioren ebenso organisiert wie Menschen mit Mehrfachbehinderungen oder Taubblindheit.

## Aufgaben
Zu einer zentralen Aufgabe gehört die Beratung sehbehinderter und blinder Menschen in sozialen Fragen, zu Bildung, Arbeit, Rehabilitation und geeigneten Hilfsmitteln. Darüber hinaus vertritt der Verband blinde, sehbehinderte, mehrfachbehinderte, taubblinde und von Blindheit/Sehbehinderung bedrohte Menschen in Niedersachsen und der Stadt Bremerhaven auf politischer und gesellschaftlicher Ebene. Über die Herausgabe von Informationsmedien und -materialien aller Art klärt der BVN über Augenerkrankungen, die Vermeidung von Blindheit und zu allen Fragen des Blinden- und Sehbehindertenwesens auf.

## Geschichte
Blinde Menschen im Gebiet des heutigen Niedersachsen begannen bereits zu Beginn des 20. Jahrhunderts, sich zunächst in den Großstädten in Selbsthilfegruppen zu organisieren. So gründeten Blinde im Jahr 1908 den Blindenverein Hannover, 1913 organisierten sich in Braunschweig Betroffene in einem Selbsthilfeverein, 1918 in Oldenburg und 1923 in Osnabrück. Bald darauf folgten auch Gründungen von Selbsthilfevereinen in kleineren Städten und ländlichen Regionen.
Die Vereinigung der örtlichen Blindenverbände zum Landesverband erfolgte am 17. Oktober 1947 in Osnabrück. Dabei schlossen sich die damals acht niedersächsischen Blindenvereine zum „Blindenverband Niedersachsen e.V.“ zusammen. Eine der wichtigsten Aufgaben war zunächst die Eingliederung der vielen blinden Flüchtlinge. Wohnung, Bildung, Arbeit und Nachteilsausgleich durch Blindengeld waren damals die Grundforderungen. Im Laufe der neunziger Jahre öffnete sich die Blindenselbsthilfe auch aufgrund des demographischen Wandels den immer zahlreicher werdenden sehbehinderten Menschen. Es entstanden erste Angebote für Betroffene mit der Altersbedingten Makuladegeneration und anderen Netzhauterkrankungen. Aus dem Blindenverband wurde 1997 der Blinden- und Sehbehindertenverband Niedersachsen e.V. Mit „Blickpunkt Auge“ verfügt der BVN seit 2013 über ein landesweites Beratungsangebot, das speziell Menschen mit Augenerkrankungen und Seheinschränkungen anspricht.
Beratung und Betreuung blinder und sehbehinderter Menschen war, ist und bleibt eine ganz zentrale Aufgabe des Verbandes. Um diese auch für die Zukunft niedersachsenweit sicherzustellen, mussten die Beratungsstellen der Regionalvereine personell und materiell gleichmäßig gut ausgestattet werden. 2002 wurden die Weichen dafür gestellt, indem durch die bisher selbstständigen Vereine ein Verschmelzungsvertrag unterzeichnet wurde. Damit ist eine einheitliche finanzielle und personelle Versorgung der einzelnen Beratungsstellen sichergestellt.
Ein wesentliches Aufgabengebiet in der Geschichte des BVN war von Beginn an die lokale, regionale und auf das gesamte Land Niedersachsen bezogene Interessenvertretung. Dazu zählt die Zusammenarbeit mit anderen Behinderten- und Sozialverbänden, Gewerkschaften, Kirchen, Vereinen und den Kommunen. Politische und allgemeingesellschaftliche Themen wie inklusive Bildung, eine einheitliche barrierefreie Umweltgestaltung, die Öffnung des Arbeitsmarktes für blinde und sehbehinderte Menschen, die Versorgung mit Hilfsmitteln und ein angemessener Nachteilsausgleich werden auf Landesebene verhandelt.
2005 sah sich der Verein gezwungen, eine umfangreiche Kampagne zu starten. Die niedersächsische Landesregierung unter Ministerpräsident Christian Wulff und der damaligen niedersächsischen Sozialministerin Ursula von der Leyen (CDU) hatte für alle Empfänger das Landesblindengeld von monatlich 400 Euro „über Nacht“ abgeschafft. Vom Landesverband aus wurden niedersachsenweite Aktionen sowie eine zentrale Demonstration in Hannover mit dem Motto „Hände weg vom Blindengeld!“ koordiniert, die auf die Notsituation und Benachteiligung blinder Menschen in Niedersachsen aufmerksam machten. Die Demonstration mit 10.000 blinden Teilnehmern aus Niedersachsen und dem gesamten Bundesgebiet ist in dieser Größenordnung einzigartig und hatte Berichterstattungen in der Tagesschau und den Heute-Nachrichten zur Folge. Zusätzlich wurde ein landesweites Volksbegehren eingeleitet, mit dem Ziel, das Landesblindengeld erneut im Landtag verhandeln zu lassen. Innerhalb weniger Monate konnten der 3500 Mitglieder starke Verband und seine Bündnispartner (Sozialverbände SoVD, VdK, AWO, aber auch SPD, Bündnis 90/Die Grünen und Linke) mehrere Hunderttausend Unterschriften sammeln. Nach dem Wechsel im Sozialministerium (Mechthild Ross-Luttmann für Ursula von der Leyen) wurde von der gleichen Regierung das Landesblindengeld 2007 wieder eingeführt. Für seine erfolgreiche und mit kleinem Personalbestand durchgeführte Kampagne erhielt der BVN den Politikaward 2006.
Seit Beginn der 2000er Jahre finden in allen Regionen öffentliche Patientenforen statt, in deren Rahmen Augenärzte und Vertreter des Verbandes über Augenerkrankungen und medizinische Entwicklungen in der Augenheilkunde referieren. Der Blinden- und Sehbehindertenverband Niedersachsen e.V. hat sich damit auch zu einer Patientenorganisation entwickelt.

## Auszeichnungen
Volksbegehren zur Wiedereinführung des Blindengeldes – Politikaward 2006 der Quadriga Media Berlin in der Kategorie Public Affairs.

## Öffentlichkeitsarbeit
Um seinen Mitgliedern und der Öffentlichkeit Informationen zu medizinischen Fragen, zu Hilfen zur Bewältigung krankheits- oder patientenbezogener Probleme sowie zu allen Augenthemen und ihren Folgen und gesellschaftlichen Auswirkungen zur Verfügung stellen zu können, informiert der Verband barrierefrei über seine Publikationen.

### Medien
- das Verbandsmagazin „gemeinsam“ (vierteljährlich)
- Rundschreiben der Regionalvereine (monatlich)
- BVN-Radio (monatlich)
- Verbandsseite und soziale Medien
- Versand von Broschüren und Informationsmaterialien zu Augenerkrankungen, Hilfsmitteln, Rehabilitation, Selbsthilfe

## Organisation
Der BVN gliedert sich in sieben Regionen mit jeweils einer Geschäfts- und mindestens einer Beratungsstelle. Die Geschäftsstelle mit der Geschäftsführung des BVN befindet sich in Hannover-Kirchrode. Die Geschäftsführung wird vom Vorstand berufen. Der Vorstand wird alle vier Jahre vom Verbandstag gewählt. Er setzt sich aus dem Vorsitzenden, einem Stellvertreter und sieben Beisitzern zusammen.
Geschäftsführer des BVN ist seit 2022 Gerd Schwesig.

### Regionen
Zu den elementaren Tätigkeitsschwerpunkten des Verbandes gehören die Beratung und Betreuung von Betroffenen und Angehörigen vor Ort. Um diese Aufgaben in dem Flächenland Niedersachsen umsetzen zu können, verfügt jede Region über eine eigene Geschäfts- und Beratungsstelle. Die dort tätigen, zum Teil selbst von Blindheit oder Sehbehinderung betroffenen Sozialarbeiter bieten zusätzlich regelmäßige externe Beratungstermine an.
Jede Region wiederum gliedert sich in Kreis- oder Bezirksgruppen, die regelmäßige Treffen organisieren und damit die persönliche Begegnung Betroffener und den Austausch untereinander ermöglichen.
Es gibt folgende Regionen:
- Region Ostfriesland
- Region Oldenburg
- Region Elbe-Weser
- Region Nord-Ost
- Region Süd-Ost
- Region Leine-Weser
- Region Osnabrück, Emsland-Bentheim

### Fachgruppen
- Arbeitsgemeinschaft Integration
- Arbeitsgruppe Umwelt und Verkehr
- Arbeitskreis Führhundehalter
- Masseurfachgruppe

Neben den Fachgruppen gibt es Beauftragte für blinden- und sehbehindertenspezifische Themen:
- Beauftragter für Blindensport
- Beauftragter für neue Blinden- und Sehbehinderten-Sportarten
- Beauftragter für Hilfsmittel und Audiodeskription
- Beauftragter für Rehabilitation
- Frauenbeauftragte
- Koordinator für Kinder- und Jugendarbeit
- Kulturbeauftragter
- Seniorenbeauftragter
- Tourismusbeauftragter

### Gesellschaften
Der Blinden- und Sehbehindertenverband Niedersachsen e. V. ist Gesellschafter folgender Unternehmen.

#### ProSenis GmbH
Tochterunternehmen und gemeinnützige Gesellschaft mit zwölf Senioren- und Pflegeeinrichtungen in Niedersachsen und Schleswig-Holstein, drei Einrichtungen für blinde, sehbehinderte und mehrfachbehinderte Menschen in Hannover, mehreren Ambulanten Diensten, Tagespflegeeinrichtungen und einem Fahrdienst für Menschen mit Behinderungen in Seelze bei Hannover.

#### ILIS
Integrative Informations- und Leitsysteme. Das Unternehmen erstellt visuelle und taktile Informationen wie taktile Pläne, Beschilderungen, Handlaufbeschriftungen, Bodenindikatoren und elektronische Systeme für die barrierefreie Gestaltung des öffentlichen Raumes und vereint sie in einem „universal design“. Hundertprozentige Tochter des BVN.

#### DHV
Der Deutsche Hilfsmittelvertrieb bietet blinden und sehbehinderten Menschen aller Altersgruppen Produkte und Dienstleistungen an, die den Alltag erleichtern sollen und Betroffenen ein weitgehend selbstständiges Leben ermöglichen. BVN ist Hauptgesellschafter (54 %) des DHV.

#### DTW
Das Deutsche Taubblindenwerk in Hannover umfasst ein Bildungszentrum für taubblinde und hörsehbehinderte Kinder und Jugendliche (mit Frühförderung, Sonderkindergarten und Schule mit Internat) sowie Rehabilitation, eine Werkstatt für taubblinde Menschen, Wohnheime für Erwachsene in Hannover und in Fischbeck/Hess. Oldendorf. Gesellschafter des DTW sind der Blinden- und Sehbehindertenverband Niedersachsen e.V. (66,66 %) und der Deutsche Blinden- und Sehbehindertenverband (DBSV) (33,33 %).

#### HW
Die Hannoversche Werkstätten gGmbH (HW) ist Träger von Einrichtungen für berufliche und soziale Teilhabe in der Region Hannover. Ihre Aufgabe ist es, Möglichkeiten zu schaffen, damit Menschen mit Behinderung sich persönlich und beruflich weiterentwickeln können. Die HW beschäftigen etwa 1000 Menschen mit unterschiedlichsten Behinderungen. Rund 220 angestellte Mitarbeiter sind mit der Betreuung und Assistenz der Werkstattmitarbeiter beschäftigt. Hauptgesellschafter ist der BVN (66,4 %).

#### Lewida – Leben wie daheim
Lewida betreibt sechs Seniorenpflegeeinrichtungen und Seniorenwohnanlagen in Sachsen-Anhalt, die besonders auf Bedürfnisse und Erfordernisse auch für blinde und sehbehinderte Senioren ausgestattet sind. Darüber hinaus betreibt Lewida zwei ambulante Pflegedienste und die Aura-Pension „Brockenblick“. Die Gesellschafter von Lewida sind je zu 50 % der BVN und der Blinden- und Sehbehindertenverband Sachsen-Anhalt (BSVSA).

## Projekte

### Adira.de
Im Jahr 2021 hat der Verband das barrierefreie Wohnungsportal adira.de für ausschließlich barrierefreie und rollstuhlgerechte Wohnungen gegründet. Barrierefreie Wohnungen können kostenfrei inseriert und gesucht werden.